# Brother’s Keeper (2021)
Brother’s Keeper (Originaltitel Okul Tıraşı) ist ein Filmdrama von Ferit Karahan, das im Juni 2021 im Rahmen der Internationalen Filmfestspiele Berlin seine Premiere feierte und Ende Juli 2023 in die deutschen Kinos kam.

## Handlung
Der 12-jährige Yusuf wurde von seinen Eltern in einem Internat in Ostanatolien untergebracht, wo er die 5. Klasse besucht. Er teilt sich ein Zimmer mit drei anderen Jungen in seinem Alter. Besonders mit Memo versteht er sich gut, für den Yusuf so etwas wie ein großer Bruder ist.
Eines Morgens steht Memo nach dem Wecken nicht auf, als er eigentlich zum Unterricht müsste. Er fühlt sich schlecht und hat Kopfschmerzen. Daher soll ihn Yusuf  auf die Krankenstation bringen. So schleppt er seinen völlig geschwächten Freund an diesem kalten Wintertag durch den Schnee dorthin, steht jedoch vor verschlossener Tür. Nachdem das zugefrorene Schloss enteist wurde, können sie hinein. Der Sanitäter, ein etwas älterer Schüler, erklärt Yusuf, er sei für solche Notfälle ausgebildet und gibt dem 11-jährigen Memo eine Aspirin.

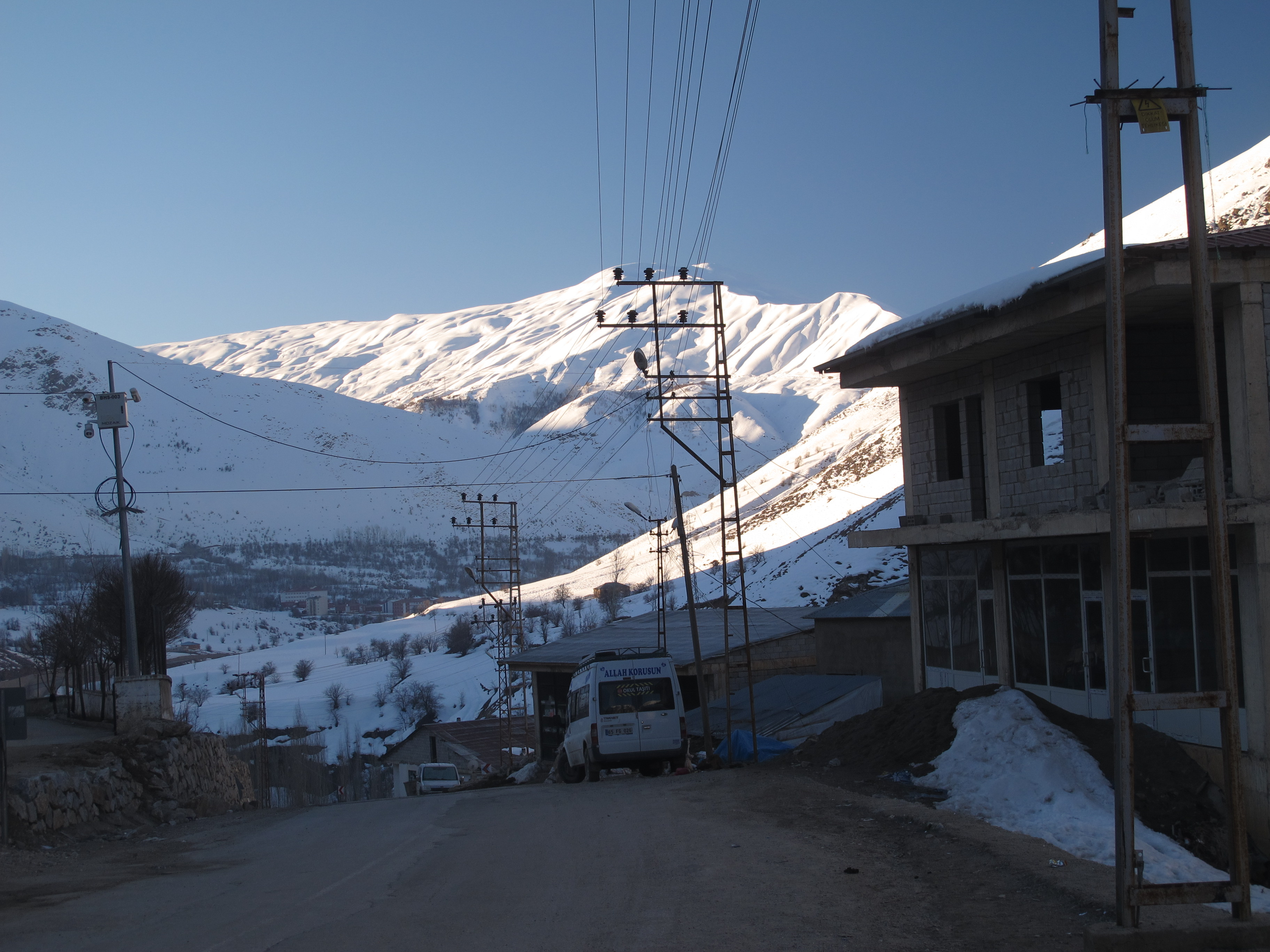
Gedreht wurde in Bahçesaray in Ostanatolien

Eigentlich würde Yusuf gerne bei ihm bleiben, muss jedoch in den Unterricht und besucht ihn in den Pausen. Memo geht es immer schlechter. Erst muss er sich erbrechen, dann kann er nicht einmal das Brot zu sich nehmen, das Yusuf verbotenerweise vom Mittagsessen für ihn mitgenommen hat, und bald ist Memo gar nicht mehr ansprechbar. Sein bester Freund macht sich große Sorgen um ihn. Yusuf versucht mehrere Lehrer um Hilfe zu bitten, doch erst hat keiner ein Ohr für sein Anliegen. Als schließlich der Rektor von dem kranken Jungen erfährt, hält der es für das Beste, ihn ins Krankenhaus zu bringen. Obwohl in der auf 2000 Metern Höhe gelegenen, völlig verschneiten Gegend, wo sich das Internat befindet, das halbe Jahr über solche Verhältnisse herrschen, besitzen weder Salim noch Hamza Schneeketten für ihre Autos. So misslingt der Versuch, Memo selbst ins Krankenhaus zu fahren.
Weil der Handyempfang hier oben sehr schlecht ist, können sie auch telefonisch nicht in Erfahrung bringen, was zu tun ist. Einer nach dem anderen stellen die Erwachsenen nur fest, was Memo nicht hat, nämlich Fieber. Nicht nur ihr Versagen wird deutlich, sondern das Versagen des gesamten Erziehungsapparats. Durch diese Sache erfährt der Rektor Burhan Demir auch beiläufig, dass die Jungen von Hamza in den Duschräumen des Öfteren mit kaltem Wasser bestraft werden. Eine solche kalte Dusche bei 35 Grad unter Null könnte auch schuld an Memos Zustand sein, glaubt Yusuf. Dies hält auch Salim für möglich. Hamza jedoch schiebt die Schuld auf den Schüler, der die Jungen beim Duschen beaufsichtigte. Anstatt endlich dem nicht  mehr ansprechbaren Memo zu helfen, beginnen sie mit Spekulationen, gegenseitigen Vorwürfe und Schuldzuweisungen. Letztlich sollen die beiden Hausmeister, die für das Heizen zuständig sind, an Memos Zustand schuld sein. Im Gespräch mit diesen finden sie jedoch heraus, was wirklich geschehen ist.

## Produktion

### Regie und Drehbuch
Regie führte Ferit Karahan, der gemeinsam mit seiner Ehefrau Gülistan Acet auch das Drehbuch schrieb. Der Film ist teilweise von eigenen Lebenserfahrungen des Regisseurs inspiriert. Der 1983 in Muş geborene Karahan ist Kurde. Diese Zugehörigkeit und auch die Kriege in der Region waren bereits Thema bei den früheren Kurzfilmen des Regisseurs und seiner Arbeit als Regieassistent bei Press für Sedat Yılmaz. Auch in seinem eigenen Debütfilm Fall From Heaven (Originaltitel Cennetten Kovulmak) beschäftigte sich Karahan damit. In Fall From Heaven kreuzen sich die Wege zweier Frauen mit einer ähnlich tragischen Lebensgeschichte aus weit entfernten Orten in der Türkei, die eine Türkin, die andere Kurdin.

### Besetzung und Dreharbeiten

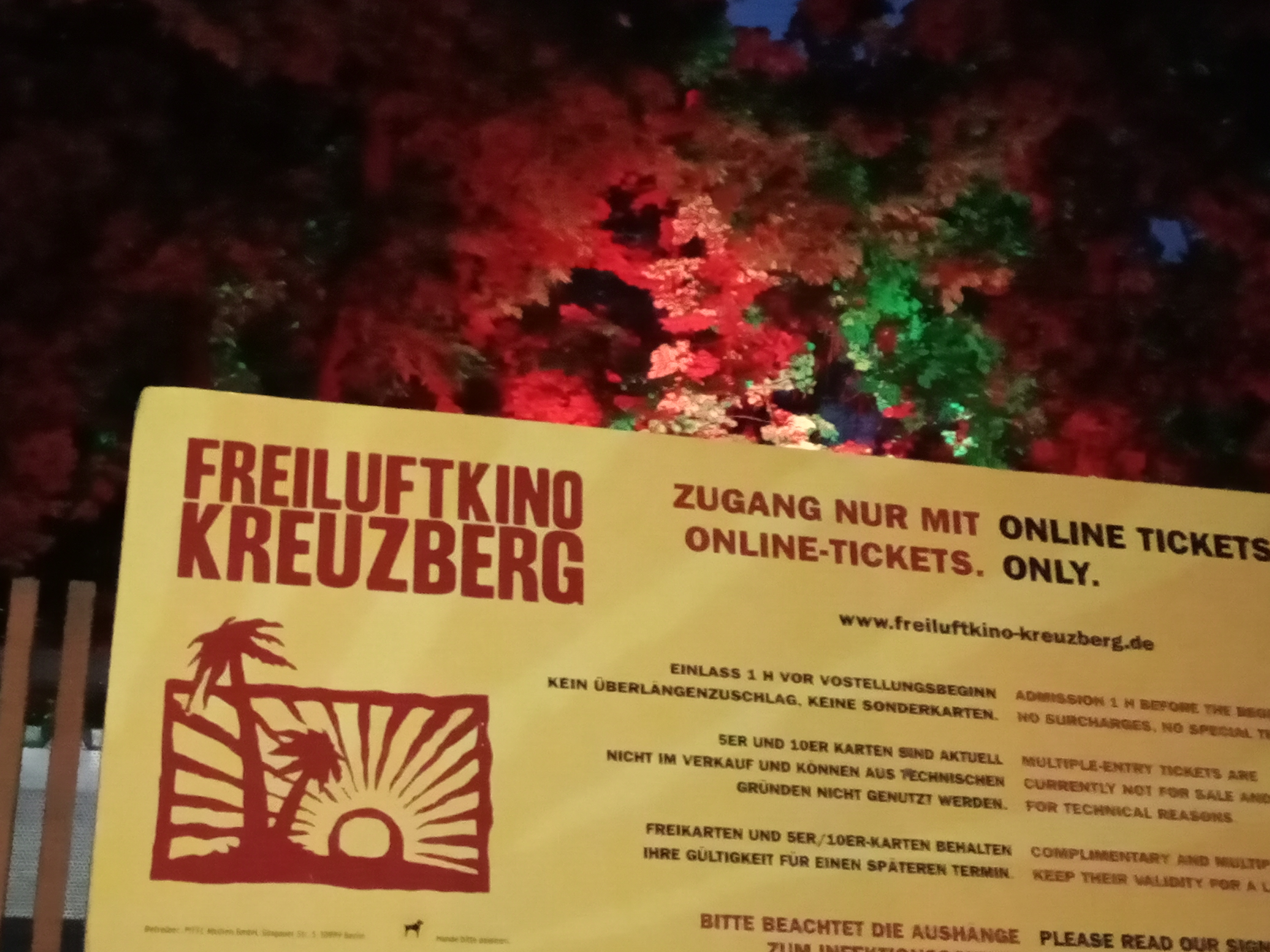
Die Premiere war im Juni 2021 beim Berlinale Summer Special im Freiluftkino Kreuzberg

Der Kinderdarsteller Samet Yıldız spielt Yusuf. Er stammt aus dem Landkreis der Gemeinde Bahçesaray in der Provinz Van in Ostanatolien, wo Anfang 2019 auch die Dreharbeiten stattfanden. Nurullah Alaca übernahm die Rolle von Memo, den er zu einem Arzt zu bringen versucht. In weiteren Rollen sind Ekin Koç als Lehrer Selim, Mahir İpek als Rektor, Cansu Fırıncı als der Lehrer Hamza und Melih Selçuk als dessen Lehrerkollege Kenan zu sehen. Als Kameramann fungierte Türksoy Gölebeyi.

### Veröffentlichung
Eine erste Vorstellung erfolgte am 13. Juni 2021 im Rahmen der Internationalen Filmfestspiele Berlin während des Open Air stattfindenden Summer Special in der Sektion Panorama. Ende August 2021 wurde er beim Filmfestival Karlovy Vary gezeigt. Anfang Oktober 2021 wird er beim Antalya Golden Orange Film Festival gezeigt. Ebenfalls im Oktober 2021 wird der Film beim Chicago International Film Festival vorgestellt. Im November 2021 wird er beim Cork International Film Festival gezeigt. Der Kinostart in Deutschland erfolgte am 27. Juli 2023.

## Rezeption

### Kritiken
Der Film konnte bislang alle Kritiker bei Rotten Tomatoes überzeugen und erhielt hierbei eine durchschnittliche Bewertung von 7,3 der möglichen 10 Punkte.
Fabian Tietke schreibt in der taz, die Bilder von Kameramann Türksoy Gölebeyi würden die räumliche Enge unterstreichen. So würden sich immer wieder Körperteile, Schultern und Rücken vor die Kamera schieben und unscharfe Flächen in den Bildern bilden, die räumlich vor dem Geschehen liegen. Der Raum scheine nicht zu reichen, um diesen Störfaktoren auszuweichen, so Tietke. Dass die Bilder des Films im heute beinahe ungebräuchlichen Normalformat aufgenommen sind, lade den Eindruck der Enge zusätzlich mit einer Assoziation von Überkommenheit auf. Die Lehrer wiederum wirkten nicht selten, als wären sie in der Kadrierung eingeengt worden. Memos Bewusstlosigkeit und Yusufs Einsatz für seinen Freund würden sich jedoch der Enge und damit der Logik des Ortes entziehen, so in der Szene, in der Yusuf seinen Freund über den Schulhof schleppt, die eine der wenigen Totalen des Films ist. Regisseur Ferit Karahan zeige die Institution der Provinzinternate als überkommenen, repressiven Ort der Zurichtung der jungen Schüler in fügsame Bürger, und sein Film sei ein weiteres Beispiel dafür, dass der türkische Film der Gegenwart, den autoritären politischen Tendenzen der Türkei zum Trotz, quicklebendig, kritisch und verlässlich sehenswert sei.
Jens Balkenborg bemerkt in seiner Kritik in epd Film, diese Bildungsinstitution, das Internat in der türkischen Provinz, werde zum Brennglas einer von starken Machtgefällen durchzogenen Gesellschaft, und im Kern sei Brother’s Keeper ein Film über diese: „Die Lehrer drangsalieren, manche mehr, manche weniger, die Schüler und damit, stellvertretend, ein ganzes Volk.“ Karahan habe Ähnliches im Sinn wie İlker Çatak in seinem Schul-Thriller Das Lehrerzimmer, wenn er einen Tag in einer Bildungsinstitution verdichtet, allerdings arbeite  er dabei im Unterschied zu Çatak weniger mit Thriller-Elementen, sondern beobachte die Aufklärung des Falls kühl-distanziert, so Balkenborg. In dieser Kälte der Inszenierung liege eine Kraft, zugleich bleibe dadurch aber vieles im Vagen, was dem Film etwas von seiner Dringlichkeit raube.

### Auszeichnungen
Der Film befindet sich in einer Vorauswahl für den Europäischen Filmpreis 2021. Im Folgenden eine Auswahl weiterer Auszeichnungen und Nominierungen.
Antalya Golden Orange Film Festival  2021
- Auszeichnung als Bester Film im nationalen Wettbewerb (Ferit Karahan)
- Auszeichnung für das Beste Drehbuch (Ferit Karahan und Gülistan Acet)[14]

Chicago International Film Festival 2021
- Nominierung im International Feature Competition
- Auszeichnung im New Directors Competition mit dem Gold Hugo (Ferit Karahan)[15][16][17]

Cinema Jove 2021
- Auszeichnung als Bester Film mit dem Moon of Valencia Award (Ferit Karahan)
- Auszeichnung mit dem Publikumspreis (Ferit Karahan)[18]

European Film Festival Palić 2021
- Auszeichnung mit dem Palić Tower für die Beste Regie (Ferit Karahan)[19]

Internationale Filmfestspiele Berlin 2021
- Nominierung für den Panorama Publikumspreis
- Auszeichnung mit dem FIPRESCI-Preis in der Sektion Panorama[20]

Internationales Filmfestival Karlovy Vary / Eastern Promises Industry Days 2020
- Auszeichnung mit dem First Cut+ Special Award (Ferit Karahan)[4]